# Publicatio
La publicatio o publificación consiste en la reserva expresa que hace el ordenamiento jurídico al Estado de una actividad o de la titularidad de ciertos bienes. Es un requisito necesario para que la actividad pueda ser considerada un servicio público, o para que los bienes ingresen al dominio público. La reserva tiene que estar dirigida al conjunto global de una actividad, sin que pueda referirse a una empresa en concreto (sería expropiación forzosa). Ello implica que no hay actividades públicas o privadas por naturaleza. No hay más servicios públicos que aquellos que el legislador califique como tal. 
Una vez publificados, los particulares carecen de título para operar en el mismo ámbito o sector de actividad, salvo que se lo confiera expresamente la propia administración, en virtud de una concesión o autorización.
Una actividad se convierte en servicio público cuando los poderes públicos deciden asumirla para dar satisfacción a una necesidad de interés general que, sin esa intervención, sería insatisfecha o satisfecha insuficientemente.
La apreciación del interés general envuelto es discrecional y queda en manos del poder público. Es el legislador quien decide, en cada supuesto, cuándo el interés general debe ser satisfecho por el procedimiento del servicio público. De allí que no haya un criterio uniforme para determinar lo que son servicios públicos; ello dependerá de las necesidades que en cada época se presenten.
Son servicios públicos, en ese sentido, los que el legislador de un país determinado, en un momento determinado, así lo decide.

## Publificación como resonancia social
La conversión de un problema en social significa su publificación, es decir, su consideración en la agenda cultural. A partir de ese momento, como un asunto público, tendrá publicidad e interesará y concernirá al público o a la sociedad en general, y reclamará intervenciones de los poderes públicos y de los cuerpos profesionales.

## Publificación como divulgación de la actividad de la administración
Referido a la administración, esta acepción hace referencia a la divulgación de lo público. Agrega al acto formal de la publicación la producción de una resonancia social mediante la divulgación a la sociedad. La publificación de lo público es, en palabras de Cunnil y Bresser-Pereira, "extender la esfera de lo público más allá del Estado".
- Datos: Q6090659